# 公俐
公俐（2000年7月9日—），中国女子短道速滑运动员，2023年世界锦标赛混合2000米接力银牌得主、2024年世界锦标赛混合2000米接力金牌得主、2025年亚洲冬季运动会女子1500米银牌得主。